# Soulier d'or belge 1972
Le Soulier d'or 1972 est un trophée individuel, récompensant le meilleur joueur du championnat de Belgique sur l'ensemble de l'année 1972. Ceci comprend donc à deux demi-saisons, la fin de la saison 1971-1972, de janvier à juin, et le début de la saison 1972-1973, de juillet à décembre.

## Lauréat
Il s'agit de la dix-neuvième édition du trophée, remporté par le gardien de but du Standard de Liège Christian Piot. Après des places d'honneur lors des éditions précédentes, il décroche finalement le Soulier d'Or. Devenu un des joueurs de base de son club et des Diables Rouges, qui terminent troisième de l'Euro 1972, il est primé devant deux autres piliers de l'équipe nationale belge, Maurice Martens et Jean Thissen.

## Top 5
| Place | Joueur             | Nationalité | Club(s)           | Points |
| ----- | ------------------ | ----------- | ----------------- | ------ |
| 1.    | Christian Piot     |             | Standard de Liège | 246    |
| 2.    | Maurice Martens    |             | Racing White      | 194    |
| 3.    | Jean Thissen       |             | Standard de Liège | 158    |
| 4.    | Paul Van Himst     |             | RSC Anderlecht    | 94     |
| 5.    | Robert Rensenbrink |             | RSC Anderlecht    | 91     |

### Sources
- (nl) Cet article est partiellement ou en totalité issu de l’article de Wikipédia en néerlandais intitulé « Belgische Gouden Schoen 1972 » (voir la liste des auteurs).